# Heroische Rosen
Heroische Rosen ist ein expressionistisches Ölgemälde des deutsch-schweizerischen Malers Paul Klee aus dem Jahr 1938. Es befindet sich in der Kunstsammlung Nordrhein-Westfalen in Düsseldorf.

## Bedeutung
Heroische Rosen war eines von Klees Gemälden in der letzten Phase vor seinem Tod am 29. Juni 1940. 1935 begann Klee an Sklerodermie zu leiden, was seine Gesundheit stark beeinträchtigte.[1] Die Gemälde aus dieser Zeit waren in der Regel formal sehr einfach und spiegelten oft das Leid wider, das er durchmachte.

## Hieroglyphen
Das Gemälde stellt auch Hieroglyphen dar, für die sich Klee in jener Zeit interessierte[1] und die auch in vielen seiner Gemälde aus den späten 1930er und frühen 1940er Jahren zu sehen sind, wie z. B. in Insula dulcamara (1938) und Tod und Feuer (1940).

## Provenienz
Das Land Nordrhein-Westfalen erwarb das Gemälde im Jahr 1960 von der Galerie Beyeler, es bildete zusammen mit weiteren 87 Arbeiten von Paul Klee das Fundament der 1961 gegründeten Kunstsammlung Nordrhein-Westfalen.